# Glycine max
La soia o soja (Glycine max (L.) Merr.) è una pianta erbacea della famiglia delle Fabaceae (o Leguminose), originaria dell'Asia orientale e coltivata per scopi alimentari.

## Etimologia
La parola soia deriva dal giapponese 醤油 shōyu, che significa "salsa di soia" e che a sua volta deriva dal cinese 酱油 jiàngyóu.

## Descrizione

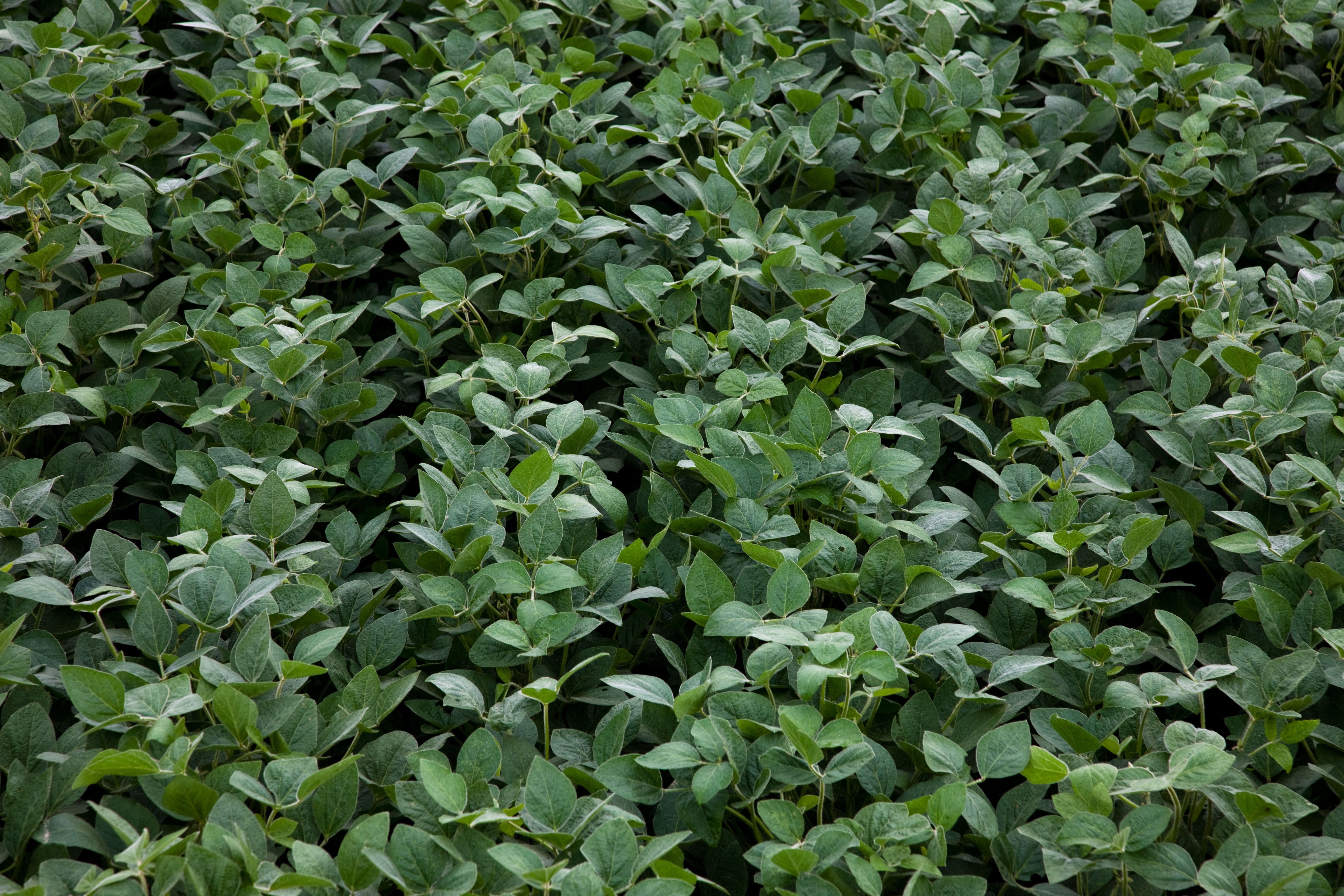
Piante di soia

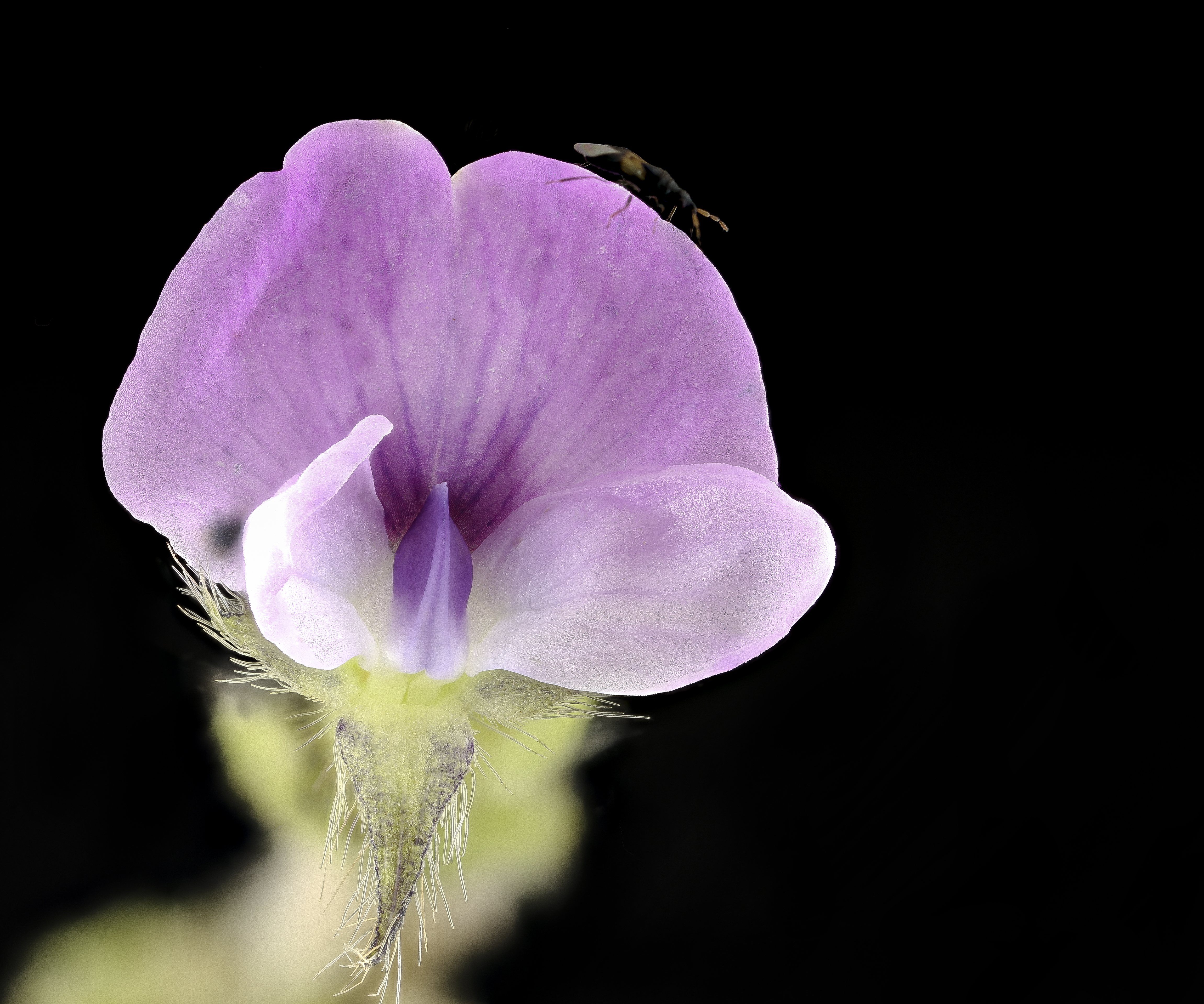
Fiore di soia

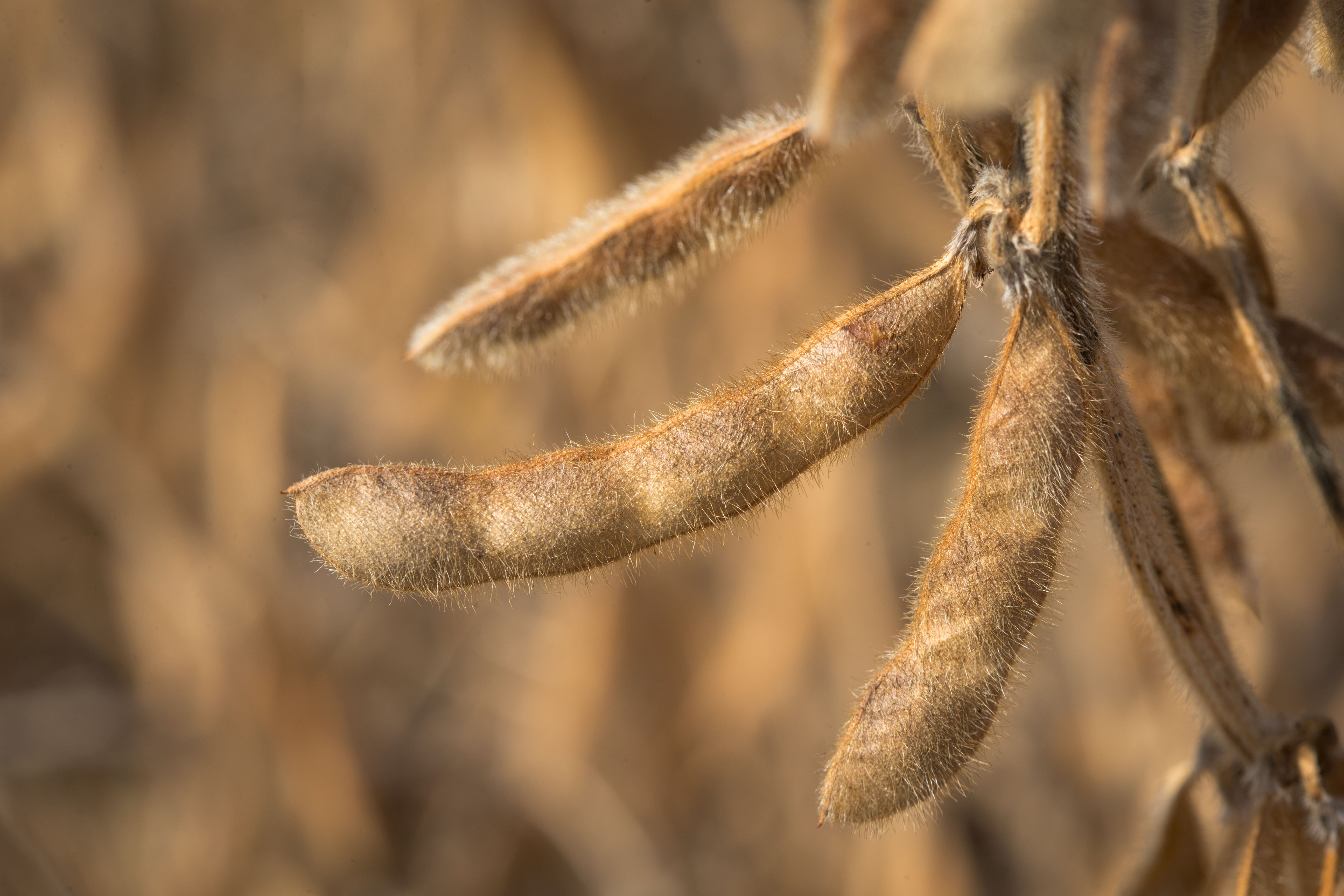
Frutti di soia

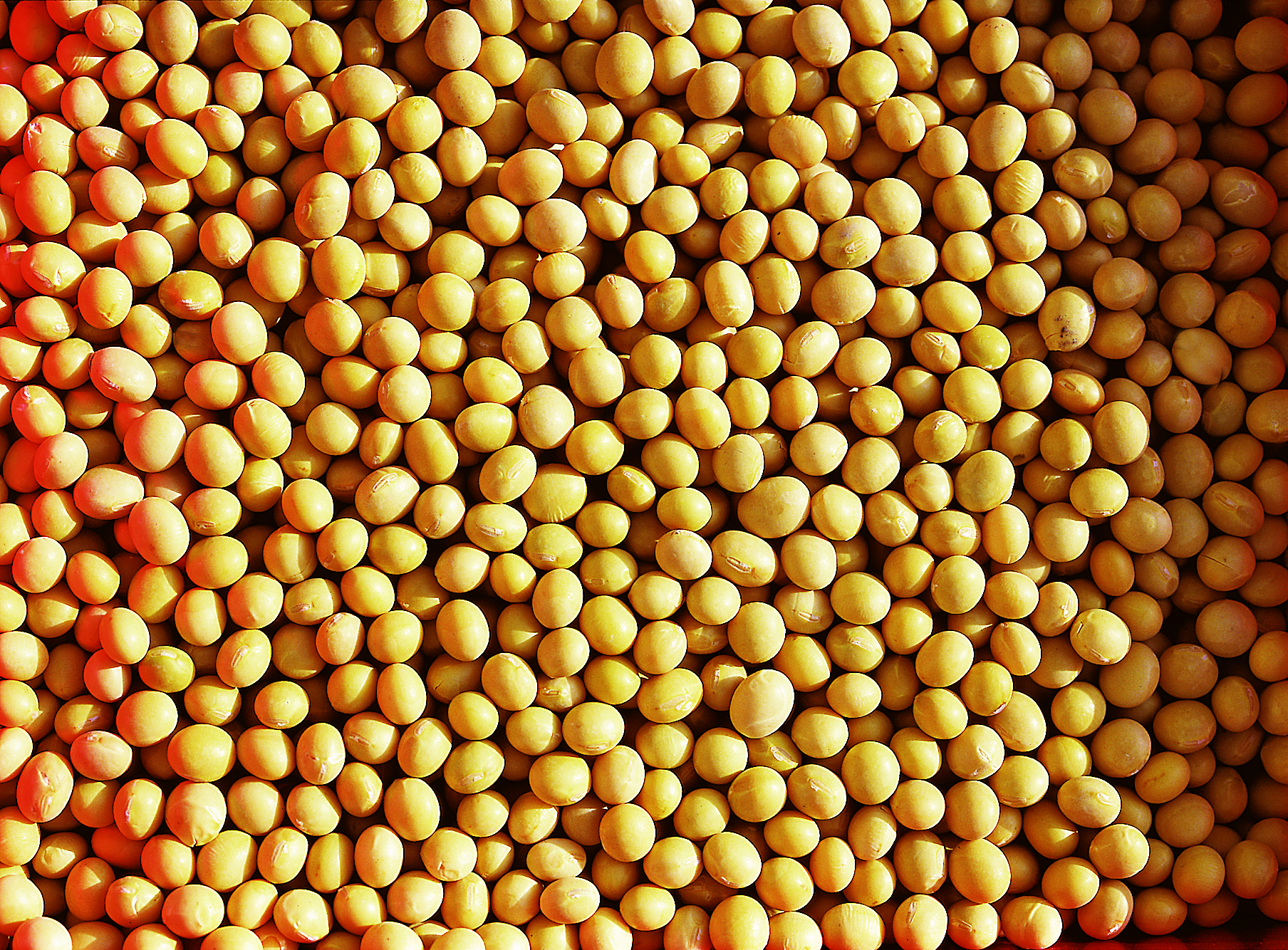
Semi di soia

La soia è una pianta erbacea annuale con peli brunastri. Poiché le varietà sono numerose, anche le caratteristiche morfologiche sono molto diverse. Le più comuni sono le varietà a crescita eretta con un'altezza da 20 a 80 cm. Le varietà alte raggiungono altezze fino a 2 metri. I fusti ispidi sono piuttosto sottili e più o meno ramificati. La maggior parte delle varietà ha peli su steli, piccioli, foglioline e foglie.
Esistono varietà con crescita illimitata (indeterminata). Tuttavia, la maggior parte delle varietà ha una crescita limitata poiché la gemma terminale dei germogli si sviluppa in un'infiorescenza e quindi la pianta smette di crescere. Alle latitudini più elevate si preferiscono le prime varietà.
Le foglie, disposte alternativamente sul fusto, sono divise in piccioli e lamine fogliari. Il picciolo, più o meno peloso, è relativamente lungo. Le foglie sono imparipennate e generalmente costituite da tre foglioline ovoidali, appuntite o arrotondate. Le foglie intere, da pelose a glabre, sono lunghe da 3 a 10 cm e larghe da 2 a 6,5 cm. Le foglie cadono mentre il frutto matura. Sono presenti stipole pelose.
La soia ha radici a fittone pronunciate lunghe fino a 1,5 metri. Le radici sono colonizzate dal batterio specifico della soia Bradyrhizobium japonicum. In questa simbiosi la pianta riceve l'azoto dai batteri in una forma disponibile per la pianta. Quando si coltiva la soia su terreni in cui i batteri non sono naturalmente presenti (ad esempio terreni europei), i semi vengono inoculati con i batteri simbionti necessari.
La soia è una pianta a giorno corto. Se coltivato in condizioni di giornate lunghe, il tempo di crescita viene prolungato a causa dei ritardi nella formazione dei fiori e nella maturazione dei semi.
I fiori ascellari sono portati su steli corti in infiorescenze racemose corte, pelose, ascellari o terminali. La loro colorazione varia solitamente dal viola pallido al viola scuro, viola, rosa o bianco. Sono relativamente piccoli, lunghi da 5 a 6 mme solitamente sono autofertili. Il periodo di fioritura dura solitamente dalle tre alle quattro settimane e va da luglio ad agosto.
Solo il 20-80% dei fiori produce frutti. I legumi setosi, pelosi, leggermente ricurvi e appiattiti, allungati, sono lunghi da 2 a 10 cm, sono di colore giallo paglierino, grigio o nero a maturità e contengono da uno a cinque semi. I semi lisci, bruni, giallastri, verdi o nero-viola, sono di forma ellissoidale o sferica. La raccolta della soia può essere effettuata in modo completamente meccanizzato mediante mietitrebbie.

## Distribuzione e habitat
La specie è nativa dell'Asia orientale (Cina, Corea, Giappone, Taiwan, Laos, Thailandia e Vietnam).

## Tassonomia
Sono note le seguenti sottospecie:
- Glycine max subsp. max
- Glycine max subsp. formosana (Hosok.) Tateishi & H.Ohashi
- Glycine max subsp. soja (Siebold & Zucc.) H.Ohashi
- Glycine max nothosubsp. gracilis (Skvortsov) H.Ohashi (G. max subsp. max × G. max subsp. soja)

## Produzione
La più antica testimonianza dell'uso umano di semi di soia non addomesticata proviene dalla Cina settentrionale (7000 a.C.) e il Giappone (5000 a.C.). È presente in Cina sin dalla dinastia Zhou (circa 550 a.C.). A quei tempi era considerata, insieme al miglio, una delle colture alimentari più importanti.
La soia fu notata da Engelbert Kaempfer, che la descrisse per primo dopo il suo viaggio in Giappone nel 1691/92. Esistono prime prove che la soia veniva coltivata negli orti botanici olandesi dal 1737, e anche in Francia nel 1739. Tuttavia, la coltivazione non ha mai acquisito importanza in Europa. Samuel Bowen portò per la prima volta la soia negli Stati Uniti nel 1765.
Oggi la soia è coltivata in tutto il mondo. I primi cinque produttori sono, nell'ordine, Stati Uniti, Brasile, Argentina, Cina e India. Va peraltro notato che la produzione nei paesi extra-asiatici è destinata in gran parte all'alimentazione degli animali e all'esportazione, mentre la soia rimane un componente marginale nella dieta delle popolazioni locali.
| Stati Uniti | 123 664 230 | 35,4% |
| Brasile     | 117 887 672 | 33,8% |
| Argentina   | 37 787 927  | 10,8% |
| Cina        | 14 189 217  | 4,1%  |
| India       | 13 786 000  | 3,9%  |
| Paraguay    | 11 045 971  | 3,2%  |
| Canada      | 7 266 600   | 2,1%  |
| Ucraina     | 4 460 770   | 1,3%  |
| Russia      | 4 026 850   | 1,2%  |
| Bolivia     | 2 942 131   | 0,8%  |
| Altri       | 11 275 051  | 3,2%  |
| Totale      | 348 712 317 | 100%  |

| Cina        | 11 699 700 |
| Stati Uniti | 9 706 000  |
| Brasile     | 7 443 000  |
| Argentina   | 7 096 400  |
| Paraguay    | 712 500    |
| Messico     | 675 000    |
| Germania    | 642 100    |
| Spagna      | 586 600    |
| Russia      | 543 365    |
| Bolivia     | 475 068    |

Oltre alla forma di origine naturale (ormai in percentuale minoritaria), esiste oggi anche la soia geneticamente modificata (OGM), la quale costituisce ormai dal 40 al 100% del totale, prevalentemente nell'alimentazione animale e da questa si trasferisce quindi direttamente nell'alimentazione umana.
Già nel 1995 la Monsanto Company ha introdotto una varietà di soia modificata per essere più resistenti agli erbicidi. La modifica consiste nell'inserimento di un gene proveniente dal batterio Agrobacterium e rende la pianta insensibile al glifosato, sostanza erbicida particolarmente efficace e dal costo particolarmente contenuto, che può così essere proficuamente impiegata nel diserbo chimico delle coltivazioni.
La forma OGM si è diffusa notevolmente, tanto che negli Stati Uniti è divenuta largamente maggioritaria, perché in tale regione la diffusa pratica di monocoltura (o ridotta rotazione) e le grandi superfici coltivate ne rendono particolarmente competitiva la coltivazione rispetto alle varietà non-OGM, per le quali gli interventi di diserbo meccanizzato divengono particolarmente onerosi. Le coltivazioni di soia OGM infatti vengono diserbate proprio tramite lo spargimento di glifosato da velivolo, limitando al minimo l'uso di trattori e macchine operatrici al suolo; inoltre la possibilità di ricorrere all'efficace diserbo chimico rende meno importanti le lavorazioni del suolo prima della semina, rafforzando la tendenza a seminare direttamente su suolo non lavorato (semina diretta), con ulteriori grandi risparmi.

## Coltivazione
La soia può essere coltivata in tutti i climi temperati e subtropicali. I risultati migliori si ottengono dove l'estate è calda, ma non troppo, con temperature medie comprese tra i 20 °C e i 30 °C. Temperature medie tra 30 °C e 40 °C sono comunque ben tollerate.

### In Italia
In Italia per anni la soia, usata prevalentemente come olio, era esclusivamente di importazione.
Negli anni ottanta Raul Gardini, manager della Ferruzzi, una delle maggiori aziende di trading di prodotti agro-alimentari, organizzò massicce importazioni di soia dalle aziende collegate al suo gruppo poste in Argentina. Successivamente la legislazione italiana fu estremamente larga di sovvenzioni per gli agricoltori che producessero soia. Si verificò il cosiddetto miracolo soia. Alcune aziende specializzate stipularono contratti di lavorazione con gli agricoltori impegnandosi a ritirare a prezzi convenuti il raccolto. Come per operazioni analoghe, furono molti i sospetti che l'operazione di distribuzione dei sussidi non fosse trasparente. Le cifre in gioco furono imponenti.

## Usi
La soia trova applicazione in tre modi principali:
- per l'alimentazione umana, sotto forma di semi interi o preparazioni da essi derivate,
- per l'alimentazione degli animali da allevamento, in prevalenza di tipo OGM,
- come fertilizzante naturale, anch'essa in prevalenza di origine OGM.

### Alimentazione umana
La soia nell'alimentazione umana costituisce una fonte proteica non animale, che può essere utilizzata sotto molte forme:
- la farina di soia, ricca di proteine e povera di glucidi.
- il latte di soia, bevanda ricca di proteine, senza colesterolo.
- l'olio di soia è un olio alimentare, contenente una proporzione assai equilibrata d'acidi grassi omega-6 e omega-3.[16]
- il tofu o "formaggio di soia", prodotto a partire dal latte di soia.
- il miso, prodotto a partire da una pasta di soia fermentata, utilizzato nelle zuppe e nelle salse, come aromatizzatore.
- la salsa di soia, una salsa prodotta a partire dai semi di soia fermentati e da un cereale torrefatto fermentato e invecchiato.
- gli edamame, semi di soia acerbi serviti come spuntino
- il tamari, una salsa di soia fermentata, da un gusto più pronunciato di quello del soyou.
- la polpa di soia, prodotto che rimane dopo la filtrazione di tofu e latte di soia, utilizzato come ingrediente in diverse cucine.
- il germoglio di soia, ottenuto con la germinazione del seme, è un ingrediente nutriente e saporito noto per le sue proprietà dietetiche.[17]

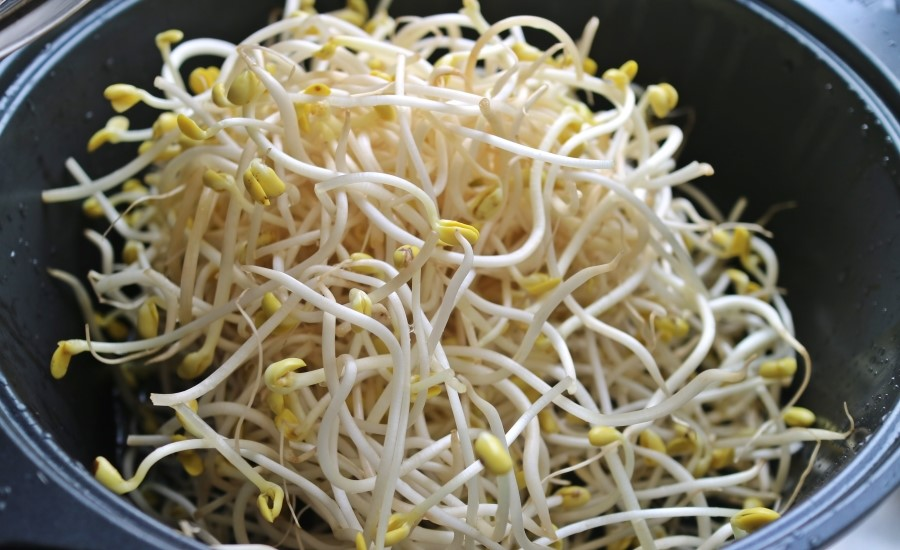
Germogli di soia
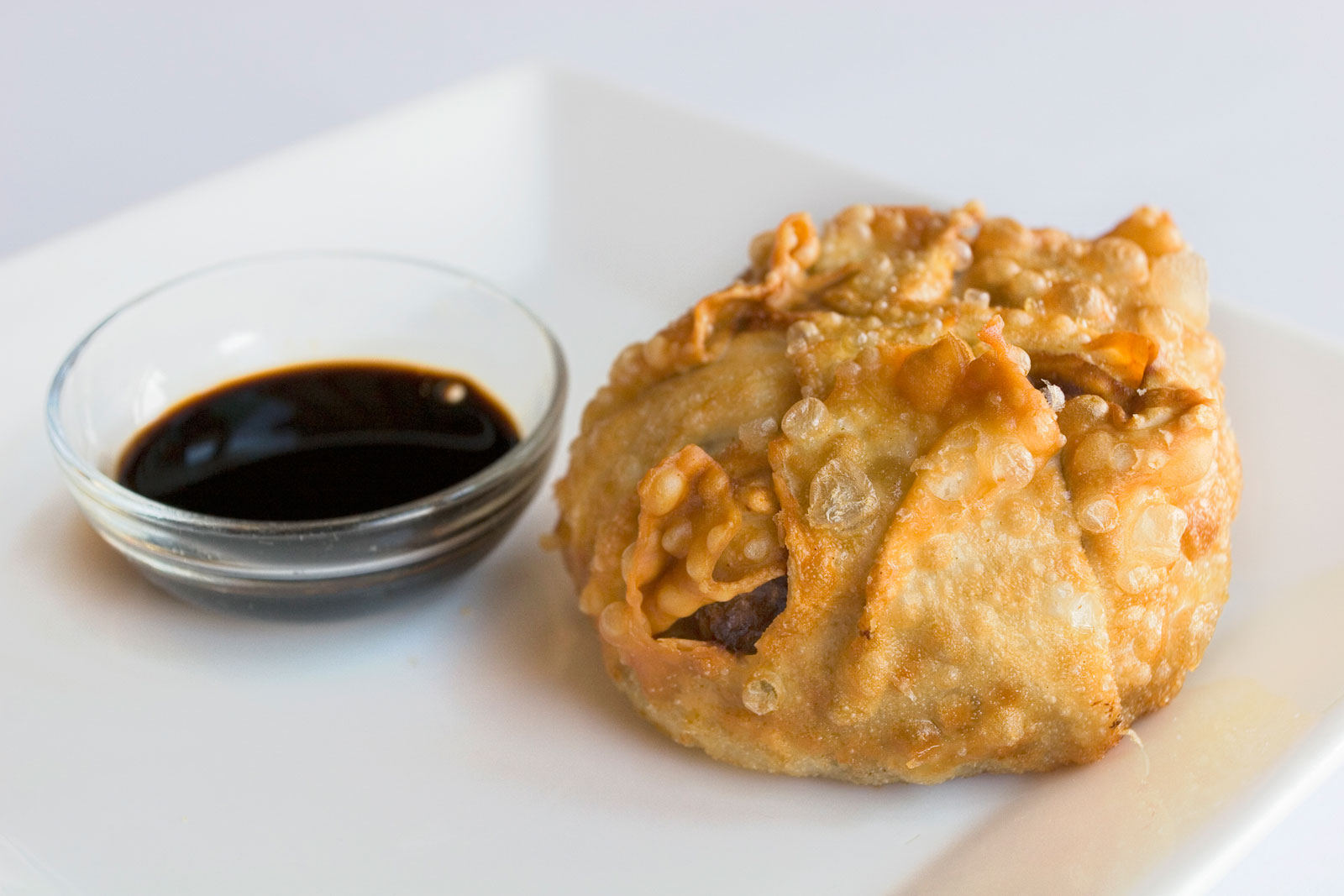
Salsa di soia (accanto a un dim sim)
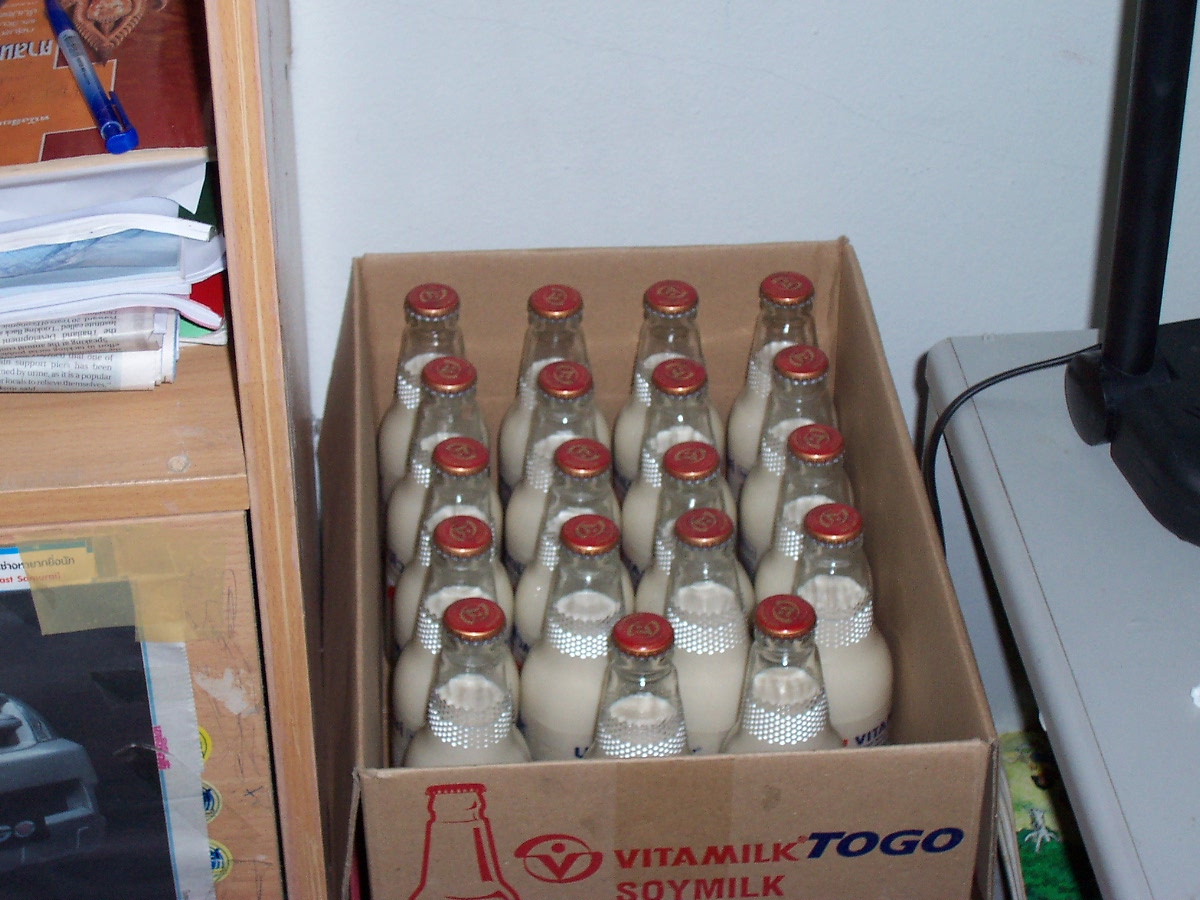
Bottiglie di latte di soia
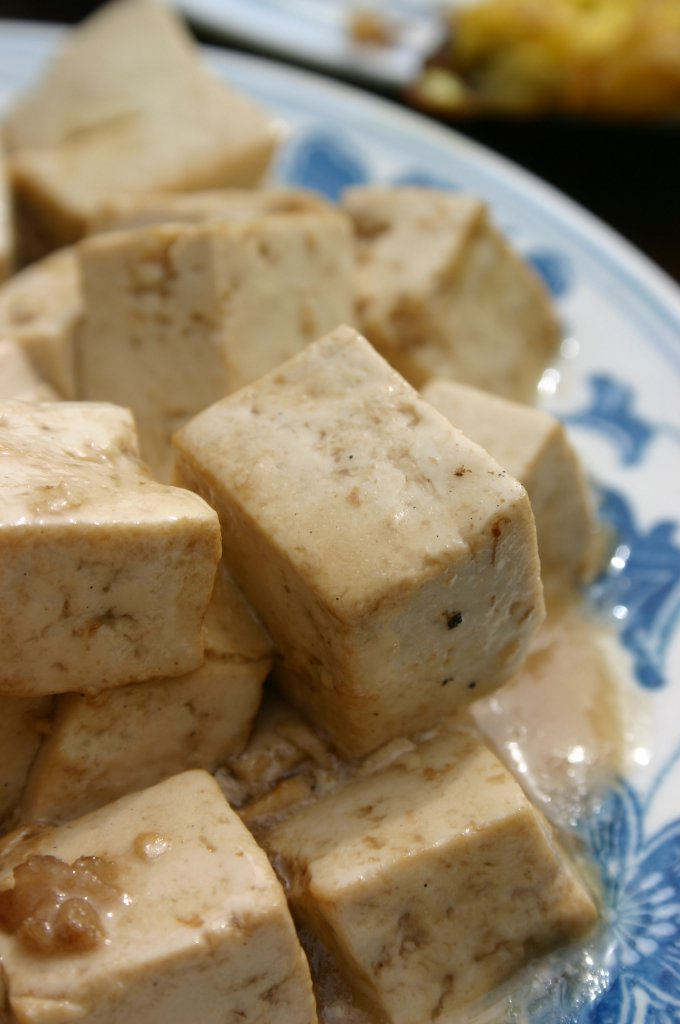
Tofu cinese

### Alimentazione animale
L'uso nei mangimi per animali da allevamento ha assunto particolare importanza negli ultimi decenni in tutte le specie allevate, tanto per poligastrici come i bovini, quanto, soprattutto, per i monogastrici, (volatili, suini, specie ittiche, etc.), per l'alto valore biologico della proteina, ricca di tutti gli aminoacidi essenziali, tranne la metionina, per altro facilmente addizionabile con gli integratori disponibili in commercio. La sua presenza nei mangimi è molto variabile seconda della specie animale cui sono destinati e della tipologia del mangime stesso; in larga approssimazione, dal 10 all'80% nei cosiddetti nuclei, usati in quantità di circa un kg capo/giorno nei bovini all'ingrasso.
La triturazione dei semi, specialmente per la produzione di olio, ha come sottoprodotto (nel caso di spremitura meccanica) i pannelli di soia, con un tenore di proteine grezze dell'ordine del 40 - 44%. Trova un interesse evidente nell'alimentazione delle vacche da latte e dei bovini da carne in particolare di quegli animali nutriti a partire dall'insilato di mais, le cui proteine sono in quantità inferiore ai fabbisogni e di limitato valore biologico.
I pannelli comunque devono essere tostati prima del consumo per inattivare termicamente fattori antinutrizionali presenti nei semi.
In Francia il 70% dei pannelli commestibili è costituito da pannelli di soia.
Derivati dai pannelli le proteine testurizzate di soia sono largamente utilizzati come alimenti di piscicoltura e per gli animali di compagnia.
La soia è uno dei prodotti alimentari più coltivati nel mondo e la sua produzione mondiale si attesta attualmente a poco più di 200 milioni di t.

### Fertilizzante
L'uso come fertilizzante naturale, in particolare con la tecnica della rotazione delle colture, è documentato fin dall'antichità. È un uso che trova paralleli con altre leguminose, per esempio in Italia con l'erba medica, i cui residui colturali, in particolare quelli ipogei, lasciano nel terreno sostanza organica ricca di azoto.
Esistono usi secondari della soia, oltre ai tre principali. Per esempio, la soia è stata usata, in misura limitata, come fibra tessile.

## Effetti sulla salute
La soia è un alimento ricco di sostanze nutritive. Contiene proteine di alta qualità, potassio, magnesio e vitamine del gruppo B. Contiene anche grandi quantità di isoflavoni, che sono oggetto di un'ampia varietà di argomenti di ricerca. A causa del suo alto contenuto di isoflavoni, in passato si diceva che la soia avesse proprietà salutari sia negative che positive. Oggi il normale consumo di soia è considerato innocuo e, laddove la soia sostituisce la carne rossa o lavorata, è considerata benefico per la salute.

### Riduzione del rischio di cancro
Il consumo di soia e derivati, tra cui cibi tradizionali a base di soia come il tofu, è associato a una riduzione del rischio di sviluppare un qualunque tipo di cancro, e in particolare a una riduzione del rischio di cancro al seno, alla prostata e al polmone. Non ci sono comunque abbastanza evidenze del fatto che l'assunzione di integratori alimentari di soia abbia alcun effetto sulla salute o sul rischio di cancro, e per questo la loro assunzione non è indicata dall'American Cancer Society.

### Fitoestrogeni della soia ed effetti sull'apparato riproduttore maschile
La soia e i suoi derivati sono tra i cibi più ricchi in fitoestrogeni, presenti soprattutto come isoflavoni, daidzeina e genisteina.  Questo dato è alla base della convinzione pseudoscientifica per cui il consumo di soia nei maschi ridurrebbe i livelli di testosterone, la massa muscolare e causerebbe ginecomastia.
La maggior parte dei fitoestrogeni naturalmente presenti nei cibi agisce però modulando l'azione dei recettori per gli estrogeni (si parla di SERM), e non come agonista diretto dei recettori; per questo è stato ripetutamente provato che il normale consumo di cibi a base di soia nei maschi non ha conseguenze sulla funzione riproduttiva maschile, sui livelli di testosterone e sulla massa muscolare.

### Allergie alimentari
L'allergia alla soia è comune e questo alimento è elencato insieme ad altri alimenti che comunemente causano allergie, come latte, uova, arachidi, frutta a guscio e crostacei. Il problema è stato segnalato anche tra i bambini più piccoli e la diagnosi di allergia alla soia si basa spesso sui sintomi riferiti dai genitori e sui risultati dei test cutanei o degli esami del sangue. Nella misura in cui esiste, l'allergia alla soia può causare casi di orticaria e angioedema, solitamente entro pochi minuti o ore dall'ingestione. In rari casi può verificarsi anche una vera e propria anafilassi. Il motivo di questa discrepanza è probabilmente dovuto al fatto che le proteine della soia, il fattore scatenante dell'allergia, sono molto meno potenti nell'innescare i sintomi dell'allergia rispetto alle proteine delle arachidi e dei crostacei. Un test allergico positivo dimostra che il sistema immunitario ha formato anticorpi IgE contro le proteine della soia. Tuttavia, questo è un problema solo quando le proteine della soia raggiungono il sangue senza essere digerite, in quantità sufficienti a raggiungere una soglia tale da provocare sintomi veri e propri.
La soia può anche scatenare sintomi attraverso un'intolleranza alimentare, una situazione per la quale non è possibile dimostrare alcun meccanismo allergico. Uno scenario simile si verifica nei neonati molto piccoli che soffrono di vomito e diarrea quando vengono alimentati con latte artificiale a base di soia, problemi che scompaiono quando si interrompe la somministrazione del latte artificiale. I neonati più grandi possono soffrire di disturbi più gravi, con vomito, diarrea anche sanguinolenta, anemia, perdita di peso e ritardo della crescita. La causa più comune di questo insolito disturbo è la sensibilità al latte vaccino, ma anche le formule a base di soia possono esserne il fattore scatenante. Il meccanismo preciso non è chiaro e potrebbe essere immunologico, anche se non attraverso gli anticorpi di tipo IgE che hanno il ruolo principale nell'orticaria e nell'anafilassi. Tuttavia, è anche autolimitante e spesso scompare durante gli anni dell'infanzia.
Nell'Unione europea è obbligatorio identificare la presenza di soia come ingrediente o contaminante indesiderato negli alimenti confezionati. Il regolamento (CE) 1169/2011 sull'etichettatura degli alimenti elenca 14 allergeni, tra cui la soia, presenti negli alimenti confezionati che devono essere chiaramente indicati sull'etichetta come parte dell'elenco degli ingredienti, utilizzando una tipografia distintiva (ad esempio grassetto o lettere maiuscole).

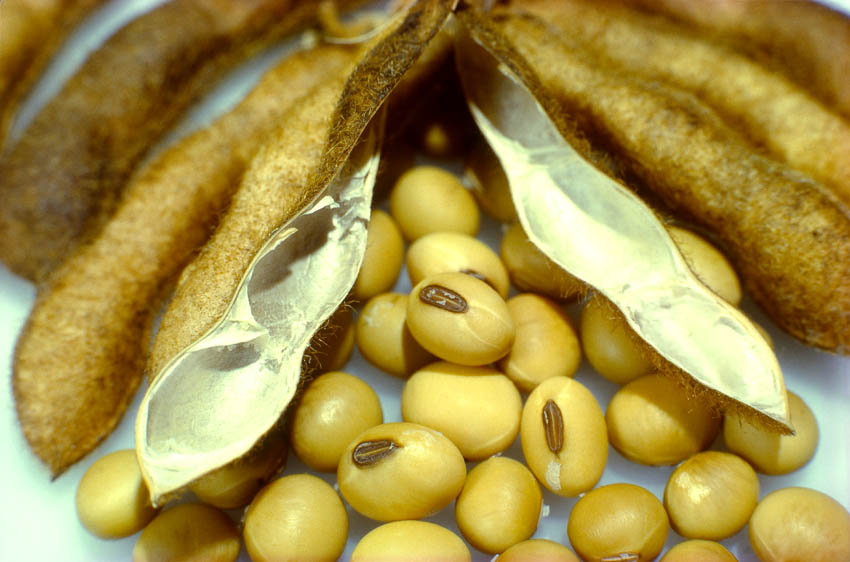
Semi di soia
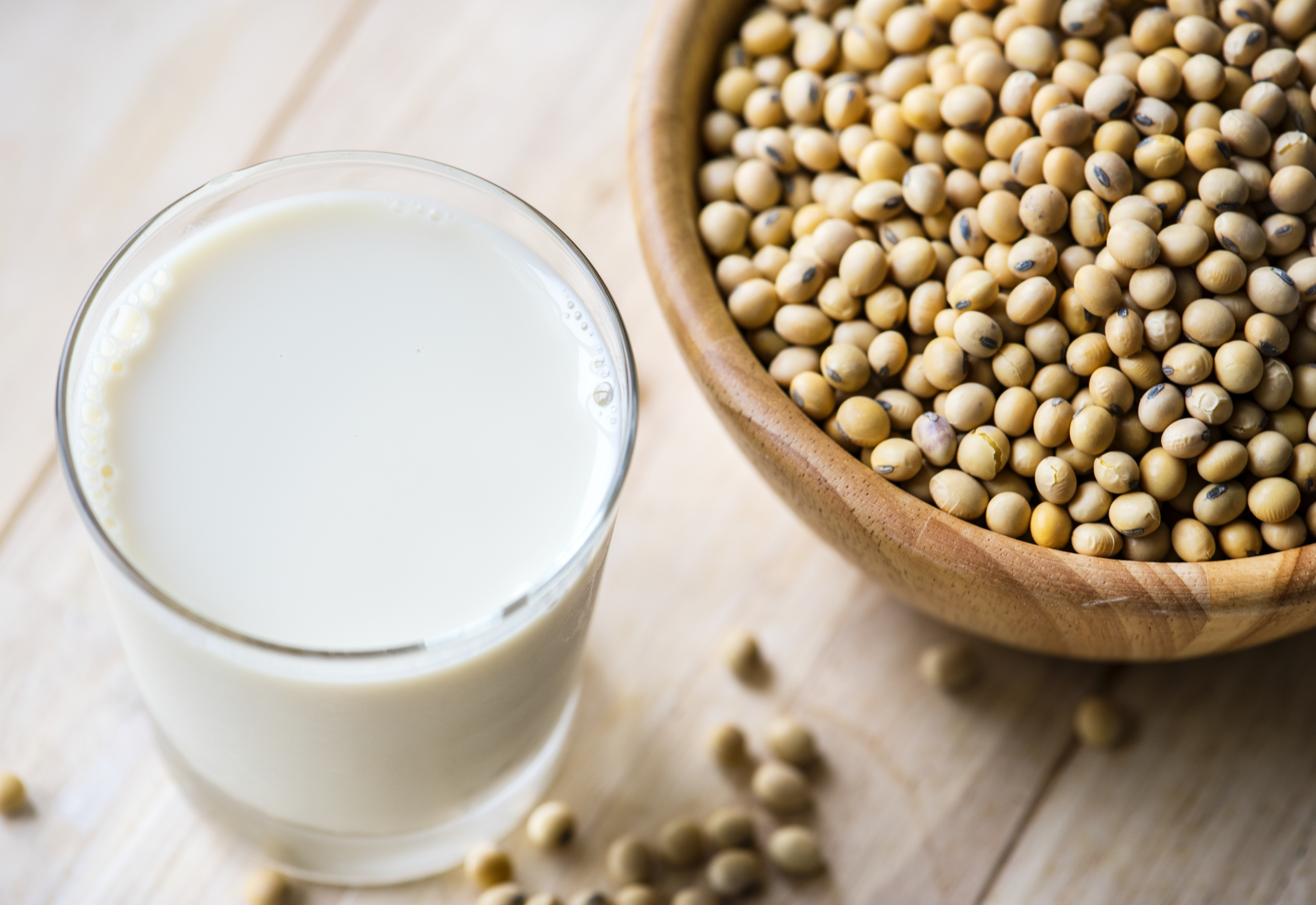
Latte di soia
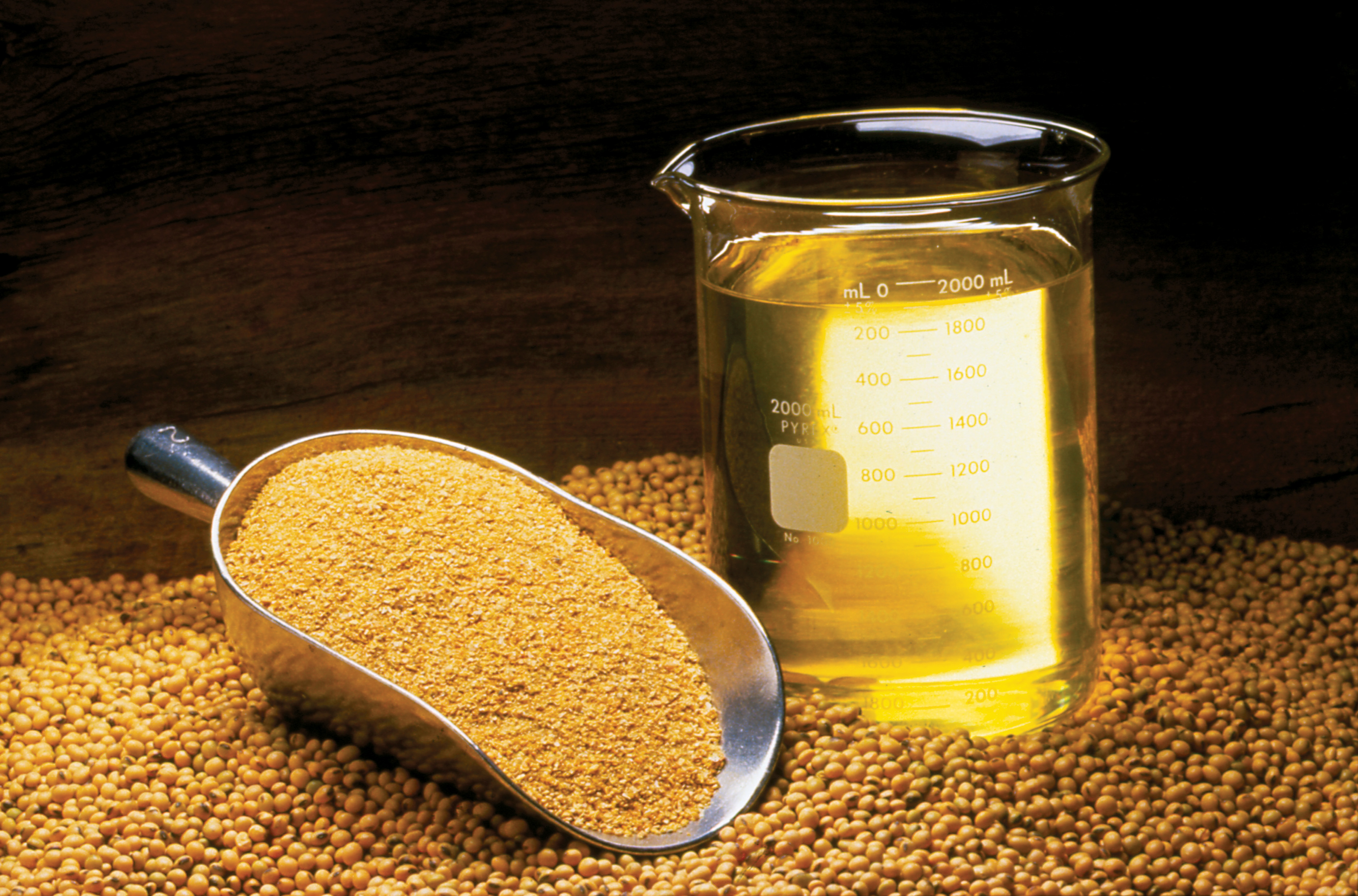
Olio di soia
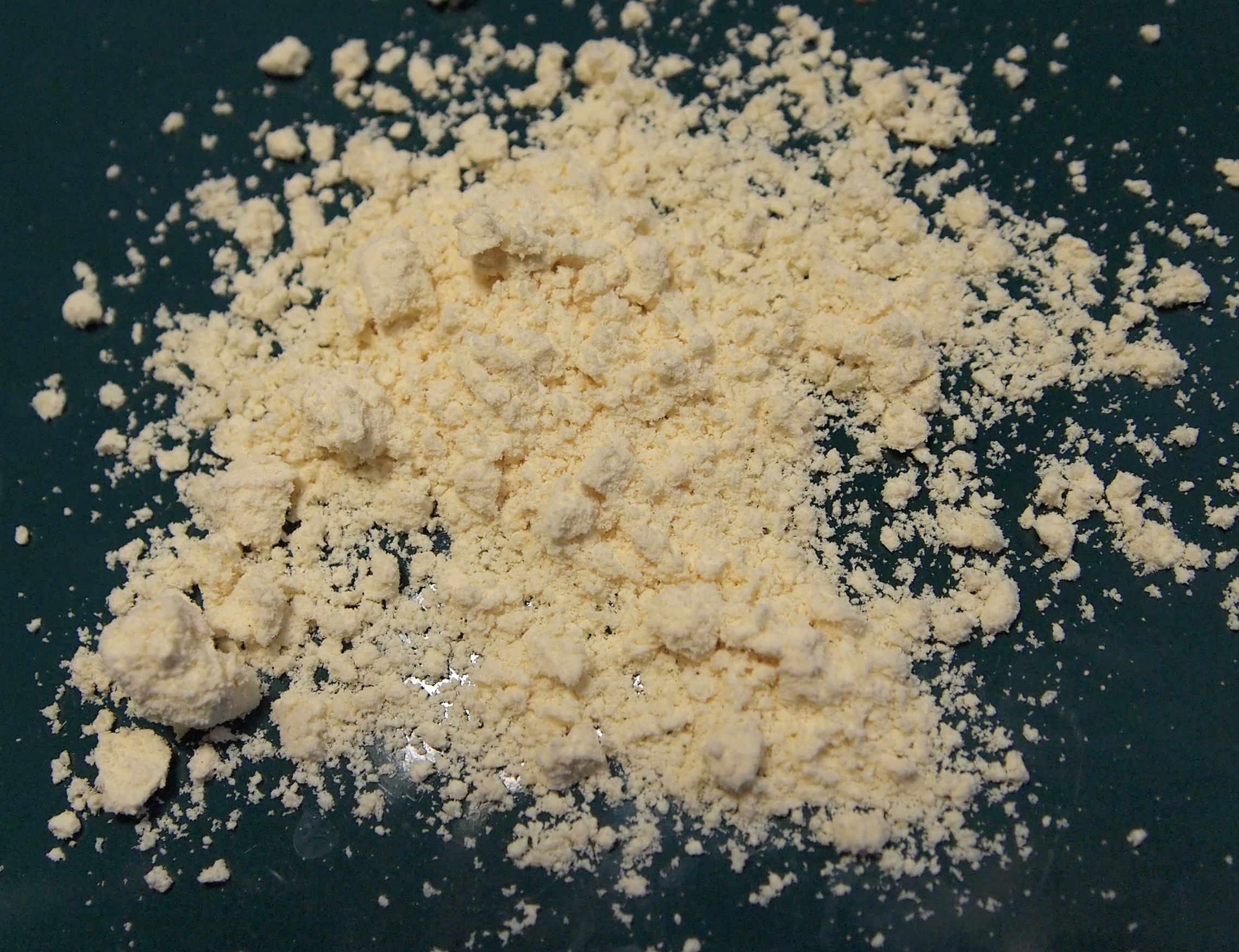
Farina di soia

## Mercato della soia
Il Soybean è il contratto futures con cui si scambia la soia sui mercati finanziari.

### Fattori
Il prezzo della soia è influenzato dai seguenti fattori:
- Produzione USA: Gli Stati Uniti sono il più grande produttore ed esportatore di semi di soia, quindi gli eventi nel paese sono da tenere d'occhio. Fattori politici, come i sussidi alle colture, possono avere un effetto significativo sui prezzi. Inoltre, le condizioni meteorologiche degli Stati Uniti potrebbero influire sui numeri di produzione.
- Dollaro statunitense: La valuta statunitense è la valuta di riserva mondiale. Di conseguenza, la soia e altre materie prime sono quotate in dollari USA. I produttori di soia ricevono meno dollari per il loro prodotto quando la valuta statunitense è forte e più dollari quando la valuta è debole. Inoltre, poiché gli Stati Uniti sono il principale produttore di soia, è probabile che il suo prezzo continuerà a essere quotato in dollari USA.
- Domanda dei mercati emergenti: La Cina importa più semi di soia di quanta ne produca. Man mano che la sua economia si espande, crescerà la sua domanda di prodotti agricoli. Allo stesso modo, l'India e i paesi emergenti in Africa avranno bisogno di più cibo per sfamare la loro gente man mano che le loro economie crescono. Man mano che i paesi dei mercati emergenti diventano più ricchi, è probabile che il loro consumo di carne aumenterà. Poiché la farina di soia viene utilizzata per produrre mangime per il bestiame, questo dovrebbe anche aumentare i prezzi della merce. Naturalmente, se le economie emergenti subiscono battute d'arresto economiche, i prezzi della soia probabilmente ne risentirebbero.
- Oli alternativi: Gli oli prodotti dalla farina di soia competono con molte altre farine oleose, tra cui ricino, colza, semi di lino e semi di cotone. Questi pasti stanno sottraendo una quota di mercato crescente al mercato dell'olio di soia. In definitiva, il prezzo e la disponibilità di oli alternativi possono avere un effetto sui prezzi della soia.
- Sovvenzioni all'etanolo: Il governo degli Stati Uniti sovvenziona pesantemente i coltivatori di mais per aumentare la produzione di etanolo. Gli agricoltori statunitensi fanno delle scelte sulla coltivazione di mais e semi di soia all'inizio della stagione di crescita. Se le sovvenzioni al mais dovessero cessare, gli agricoltori potrebbero dedicare più superficie alla soia. Il conseguente aumento dell'offerta di soia probabilmente metterebbe sotto pressione i prezzi.
- Salute: Le notizie sui benefici o sui danni per la salute derivanti dal consumo di un prodotto agricolo possono spesso avere un impatto a lungo termine sulla domanda. Pertanto, i commercianti dovrebbero prestare molta attenzione agli studi medici sugli effetti sulla salute del consumo di soia. Se diventano disponibili nuove informazioni, i prezzi potrebbero rispondere di conseguenza.